# Leptoscyphus infuscatus
Leptoscyphus infuscatus là một loài rêu tản trong họ Geocalycaceae. Loài này được (Mitt.) E.W. Jones miêu tả khoa học lần đầu tiên năm 1963.